# Capela de Nossa Senhora do Castelo
A Capela de Nossa Senhora do Castelo é uma capela situada em Mangualde, distrito de Viseu, Portugal. Está inserida no Santuário de Nossa Senhora do Castelo, que incluindo a Casa do Ermitão, escadório e capelas anexas, estão desde 13 maio de 2013 classificados como Monumento de Interesse Público (MIP).